# Jack H. Lucas (Schiff)
Die Jack H. Lucas, auch USS Jack H. Lucas (Kennung: DDG-125), ist ein Lenkwaffenzerstörer der Arleigh-Burke-Klasse (Flight III) der United States Navy, der seit 2023 in Dienst steht.

## Geschichte
Die Jack H. Lucas wurde am 3. Juni 2013 als 75. Einheit der Arleigh-Burke-Klasse bestellt. Sie wurde am 7. Oktober 2019 bei Ingalls Shipbuilding in Pascagoula im US-Bundesstaat Mississippi auf Kiel gelegt. Der Stapellauf erfolgte am 4. Juni 2021 und die Indienststellung am 7. Oktober 2023 in Tampa (Florida). Ihr erster Heimathafen ist San Diego.
Sie ist benannt nach Jacklyn Harold „Jack“ Lucas (1928–2008), der Angehöriger des United States Marine Corps und später Offizier der Luftlandeeinheiten der U.S. Army war. Für seine Taten im Verlauf der Schlacht um Iwojima erhielt Lucas im Alter von 17 Jahren als jüngster Marine und jüngster Streitkräfteangehöriger des Zweiten Weltkriegs die Ehrenmedaille Medal of Honor. Das Schiffsmotto lautet englisch Indestructible ‚Unzerstörbar‘ und bezieht sich auf Lucas’ Handlungen auf Iwojima.
Der Kongress der Vereinigten Staaten genehmigte den Bau von DDG-125 mit dem Haushaltsplan (Fiscal year) 2013. Den Auftrag vergab die US Navy am 3. Juni 2013 als Teil eines Bauloses von zehn Schiffen der Arleigh-Burke-Klasse an General Dynamics. DDG-125 wurde als Schiff der Konfiguration Flight III in Auftrag gegeben, die übrigen neun Einheiten des Bauloses als Konfiguration Flight IIA. Dabei war das Schiff mit der Kennung DDG-125 zunächst als zweites Schiff der Konfiguration Flight III vorgesehen, ehe vor Baubeginn die Bestellung des Schiffs mit der Kennung DDG-124 in eines der Konfiguration Flight IIA Technology Insertion geändert wurde, so dass DDG-125 zum ersten Schiff der Konfiguration Flight III aufrückte.
Anders als bei den vorangegangenen Konfigurationen der Arleigh-Burke-Klasse werden die Schiffe des Flight III von Offizieren im Paygrade O-6 (Captain, entsprechend einem Kapitän zur See) befehligt.

## Einsätze
Gemeinsam mit australischen Einheiten war USS Jack H. Lucas im März 2024 an Manövern im Bereich der Pacific Missile Range Facility in Kauaʻi (Hawaii) beteiligt. Dabei soll die Aufklärung und Zielverfolgung von ballistischen Raketen beübt worden sein. Beteiligt waren die Preble, die Stuart der ANZAC-Klasse und ein Flugzeug E-7A Wedgetail der Royal Australian Air Force.

## Technik

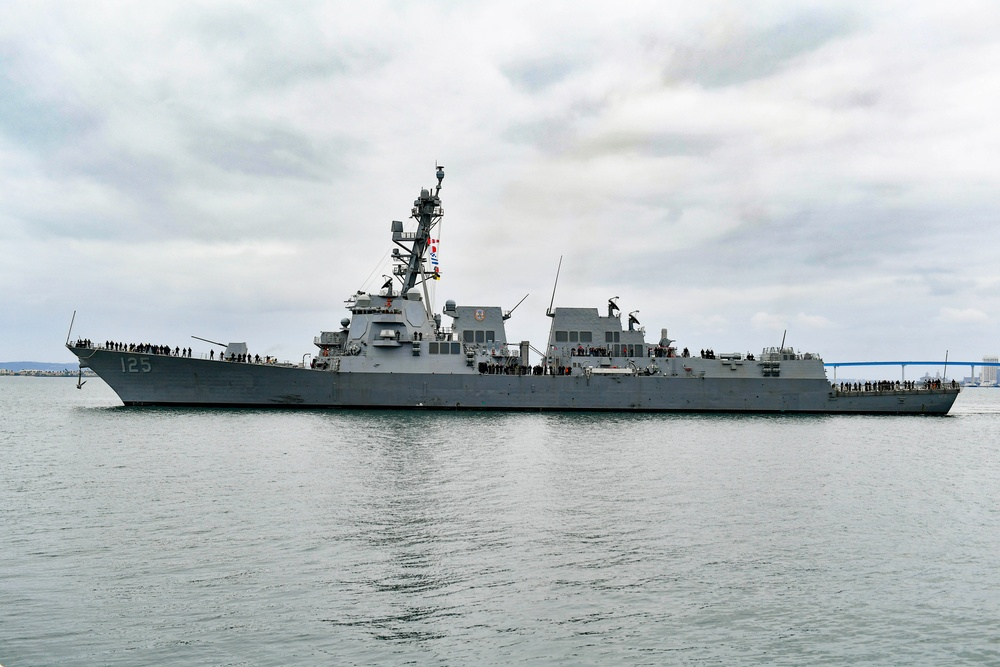
Ansicht der Backbordseite (2023)

Die USS Jack H. Lucas ist das erste Schiff der United States Navy, das mit dem neu entwickelten Air and Missile Defense Radar mit der JETDS-Bezeichnung AN/SPY-6(V)1 als Hauptradar in Dienst gestellt wurde, und das erste Schiff mit dem Aegis-Kampfsystem in der Systemversion Baseline 10.
Sie ist 155,3 Meter lang und 20 Meter breit. Bei voller Zuladung liegt die Verdrängung bei rund 9500 Displacement Tons. Der Rumpf und die Aufbauten sind hauptsächlich aus Stahl gefertigt. Wie alle Schiffe ihrer Klasse seit der Konfiguration Flight IIA besitzt die USS Jack H. Lucas achtern ein Landedeck und davor einen Hangar für zwei LAMPS-Hubschrauber bzw. für unbemannte Luftfahrzeuge.
Das Air and Missile Defense Radar besteht aus zwei Systemen: Dem AMDR-S-Band-Radar, einem aktiv phasengesteuerten System (englisch Active Electronically Scanned Array, abgekürzt AESA), das als Multifunktionsradar für die Volumensuche, die Verfolgung und die Raketenerkennung zuständig ist, und dem AMDR-X-Band-Radar, das für die Horizont- und Oberflächensuche, die Zielverfolgung und die Endausleuchtung zuständig ist. Weil das AMDR-X-Band-Radar nicht rechtzeitig zur Verfügung stand, sollten die ersten zwölf Einheiten der Konfiguration Flight III stattdessen mit dem Radar AN/SPQ-9 ausgerüstet werden.
Das in Galliumnitrid-Halbleitertechnik von RTX (Raytheon) hergestellte System hat eine höhere Energieaufnahme als das passiv phasengesteuerte Radar (englisch Passive Electronically Scanned Array, abgekürzt PESA) AN/SPY-1 von Lockheed Martin, mit dem alle bis dahin mit dem Aegis-Kampfsystem ausgerüsteten Schiffe der US-Navy in Dienst gestellt wurden. Die benötigte elektrische Leistung wird über ein neues 4160-Volt-Bordstromnetz zugeführt. Es gibt zusätzlich zu den Gasturbinen des Hauptantriebs drei 4-Megawatt-Generatoren von Rolls-Royce, während die vorherigen Konfigurationen 3-Megawatt-Generatoren hatten.